# Cydia nigricana
La tortrice dei piselli (Cydia nigricana (Fabricius, 1794)) è un lepidottero appartenente alla famiglia Tortricidae, diffuso in Eurasia e introdotto in Nordamerica.

## Etimologia
L'epiteto specifico deriva dall'aggettivo latino nĭgra (nera, scura) e da cāna (bianca, argentea).

## Descrizione

### Adulto
L'ala anteriore, che mostra un colore di fondo brunastro oppure tendente all'olivaceo, presenta una forma allungata, con un rapporto tra lunghezza e larghezza pari a circa 2:1. Il margine costale rivela una serie di striature gialline trasversali che iniziano dal terzo centrale e proseguono fin quasi all'apice, con lunghezza via via crescente; nel margine costale sono appena visibili anche lievissime iridescenze plumbee. L'ocello è di regola poco evidente e spesso costituito da tre-cinque brevi striature nere.
L'ala posteriore ha una colorazione affine a quella dell'anteriore, ma con una tonalità via via più chiara nella regione basale. È presente una frangia color crema per tutta la lunghezza del margine esterno, in netto risalto rispetto alla colorazione del resto dell'ala. Nel maschio si osserva una tasca dorsale lungo il margine interno, fin quasi al tornus. È pure presente una linea scura nella zona basale.
Le antenne sono filiformi, nerastre e lunghe circa la metà del margine costale. Presentano sei tipi differenti di sensilli, con differenti strutture e funzioni, distribuiti in maniera differente nei due sessi. I palpi labiali sono bianco-grigiastri.
Il torace ha una colorazione bruno-nerastra, particolarmente scura nella zona delle tegulae.
L'addome è lievemente più chiaro rispetto al torace, soprattutto lungo i fianchi.
Nell'apparato genitale maschile, il tegumen è alquanto smussato apicalmente. Il margine ventrale della valva mostra una leggera scanalatura e un piccolo rilievo glabro a monte del cucullus; quest'ultimo appare ampio e dotato di setole sulla superficie ventrale.
Nel genitale femminile, il settimo sternite presenta scanalature più o meno parallele. Il ductus bursae rivela un breve tratto sclerificato. Lo sterigma appare alquanto stretto e allungato, con un processo a sezione triangolare sito posteriormente.
L'apertura alare è compresa tra 12 e 16 mm.

### Uovo
Le uova sono semitrasparenti all'atto della deposizione, per poi diventare subito bianco-giallastre. Hanno forma lenticolare, con dimensioni 0,7 x 0,5 mm. Dopo uno o due giorni diventano più scure e si nota la presenza di due bande vitelline di colore rosso o rosato, che scompaiono poco prima della schiusa, verso il sesto giorno, quando il profilo della larva è osservabile in trasparenza attraverso il corion.

### Larva
A completa maturazione la larva raggiunge i 13–15 mm. La colorazione è bianco-giallastra, con capo marroncino; le mandibole e gli ocelli sono nerastri; il protorace ed i tergiti anali grigio-nerastri e irregolarmente pigmentati; l'addome appare bianco-giallastro, talvolta con riflessi verdognoli. Le zampe sono biancastre.

### Pupa
La crisalide è brunastra e lunga circa 8 mm; mostra una doppia fila di spine sulla superficie dorsale di ogni urite, tranne sugli ultimi tre, in cui le spine sono singole.

## Biologia

### Ciclo vitale
Le uova sono deposte singolarmente o a gruppi di due o tre, di regola sulla pagina inferiore delle foglie, sulle stipole oppure sui sepali o ancora sul baccello in formazione.
Dopo la schiusa, i piccoli bruchi iniziano ad attaccare immediatamente i baccelli in formazione, per un periodo che giunge fino a poco più di tre settimane dalla fioritura. Nelle fasi iniziali, queste larve assumono un comportamento molto aggressivo, sfruttando l'una i passaggi scavati dall'altra, ed aggredendosi a vicenda; Tuttavia, una volta penetrate, ciascuna tollera le altre. A seguito di questo comportamento, di regola è possibile osservare solo una larva per ogni baccello, che provoca il danneggiamento di due o tre semi. A maturazione completa, dopo 20-30 giorni, la larva di quinta età, che rappresenta la fase svernante, riemerge dal baccello e si sposta sul terreno, ritirandosi poi in uno spesso bozzolo di 1 cm, costituito da fibre sericee e detrito (hibernaculum), posizionato a 1–8 cm di profondità; all'interno di questa struttura ha inizio la diapausa. Si è osservato che prima di procedere all'impupamento, il bruco esce dal proprio riparo e riemerge in superficie. Solo pochissime larve possono invece affrontare una diapausa più prolungata, di due anni, che viene definita superpausa. Nel caso in cui la pianta nutrice appartenga al genere Lens (lenticchia), il bozzolo può essere formato all'interno del baccello.
Gli adulti sono fortemente attratti dalla fioritura dei piselli, anche da oltre 2 km di distanza. Una temperatura di 17-18 °C può essere considerata il limite termico per l'accoppiamento

### Periodo di volo
La specie è univoltina. Nella parte più meridionale dell'areale, gli adulti sfarfallano tra maggio e giugno, mentre a latitudini più elevate si possono osservare tra giugno e agosto, o comunque in concomitanza con la fioritura delle piante di pisello.

### Alimentazione
I bruchi si accrescono su un ristretto numero di piante ospiti appartenenti essenzialmente alla famiglia Fabaceae, con la sola eccezione di Pinus strobiformis:
- Lathyrus L, 1753 (Fabaceae)
  - Lathyrus japonicus Willd., 1802
  - Lathyrus palustris L, 1753 (cicerchia palustre)
  - Lathyrus pratensis L, 1753 (cicerchia dei prati)
  - Lathyrus sativus L, 1753 (cicerchia)
- Lens Mill., 1754 (Fabaceae)
  - Lens culinaris Medik., 1787 (lenticchia)
- Lupinus L, 1753 (Fabaceae)
  - Lupinus albus L, 1753 (lupino bianco)
  - Lupinus luteus L, 1753 (lupino giallo)
- Pinus L, 1753 (Pinaceae)
  - Pinus strobiformis Engelm., 1848
- Pisum L, 1753 (Fabaceae)
  - Pisum sativum L, 1753 (pisello)
- Vicia L, 1753 (Fabaceae)
  - Vicia faba L, 1753 (fava)
  - Vicia sativa L, 1753 (veccia dolce)

### Parassitoidismo
Tra gli Hymenoptera sono stati segnalati i seguenti parassitoidi, appartenenti a due superfamiglie:
- Superfamiglia Chalcidoidea Latreille, 1817
  - Famiglia Eulophidae Westwood, 1829
    - Elachertus Spinola, 1811
      - Elachertus cacoeciae (Howard, 1885)
      - Elachertus fenestratus Nees, 1834

  - Famiglia Eupelmidae Walker, 1833
    - Eupelmus Dalman, 1820
      - Eupelmus vesicularis (Retzius, 1783)

  - Famiglia Trichogrammatidae Haliday, 1851
    - Trichogramma Westwood, 1833
      - Trichogramma evanescens Westwood, 1833
      - Trichogramma minutum Riley, 1871
      - Trichogramma pintoi Voegele, 1982
- Superfamiglia Ichneumonoidea Latreille, 1802
  - Famiglia Braconidae Nees, 1811
    - Apanteles Forster, 1862
      - Apanteles lineipes (Wesmael, 1837)
      - Apanteles sicarius Marshall, 1885

    - Ascogaster Wesmael, 1835
      - Ascogaster quadridentata Wesmael, 1835

    - Bracon Fabricius, 1804
      - Bracon claripennis Thomson, 1892
      - Bracon piger (Wesmael, 1838)

    - Chelonus Panzer, 1806
      - Chelonus contractus (Nees, 1816)

    - Lytopylus Forster, 1862
      - Lytopylus rufipes (Nees, 1812)

    - Macrocentrus Curtis, 1833
      - Macrocentrus ancylivora Rohwer, 1923
      - Macrocentrus thoracicus (Nees, 1811)

    - Phanerotoma Wesmael, 1838
      - Phanerotoma fasciata Provancher, 1881

  - Famiglia Ichneumonidae Latreille, 1802
    - Agrothereutes Forster, 1850
      - Agrothereutes rufopectus Cushman, 1927

    - Bathythrix Forster, 1869
      - Bathythrix spheginus (Gravenhorst, 1829)

    - Campoplex Gravenhorst, 1829
      - Campoplex borealis (Zetterstedt, 1838)

    - Diadegma Forster, 1869
      - Diadegma consumtor (Gravenhorst, 1829)
      - Diadegma contractum (Brischke, 1880)

    - Exochus Gravenhorst, 1829
      - Exochus morionellus Holmgren, 1858

    - Glypta Gravenhorst, 1829
      - Glypta haesitator Gravenhorst, 1829
      - Glypta rufiscutellaris Cresson, 1870
      - Glypta scalaris Gravenhorst, 1829

    - Mastrus Forster, 1869
      - Mastrus ridibundus (Gravenhorst, 1829)
      - Mastrus rufulus (Thomson, 1884)

    - Mesoleius Holmgren, 1856
      - Mesoleius tenthredinis Morley, 1912

    - Pimpla Fabricius, 1804
      - Pimpla annulipes Brulle, 1846

    - Pristomerus Curtis, 1836
      - Pristomerus vulnerator (Panzer, 1799)

    - Scambus Hartig, 1838
      - Scambus brevicornis (Gravenhorst, 1829)
      - Scambus inanis (Schrank, 1802)
      - Scambus signatus (Pfeffer, 1913)

    - Triclistus Forster, 1869
      - Triclistus podagricus (Gravenhorst, 1829)

### Incidenza
Le larve danneggiano di preferenza il pisello, ma provocano anche ingenti danni alla lenticchia, nella misura di 4-5 quintali per ettaro. Si è osservato che le più colpite sono le cultivar tardive, rispetto a quelle precoci, poiché, soprattutto alle latitudini più settentrionali, vi è una sovrapposizione tra il picco nel periodo di volo e la fioritura.

### Lotta
La lotta si esegue con metodi di lotta integrata e guidata. Il monitoraggio del numero di adulti viene effettuato per mezzo di trappole che utilizzano il feromone sessuale (E, E-8, 10-dodecenilacetato), e qualora si raggiunga la soglia di intervento, è possibile effettuare trattamenti chimici direttamente sulle uova, ad esempio tramite dimetoato. Discreti risultati si ottengono anche con la distruzione dei residui di coltivazione.

## Distribuzione e habitat

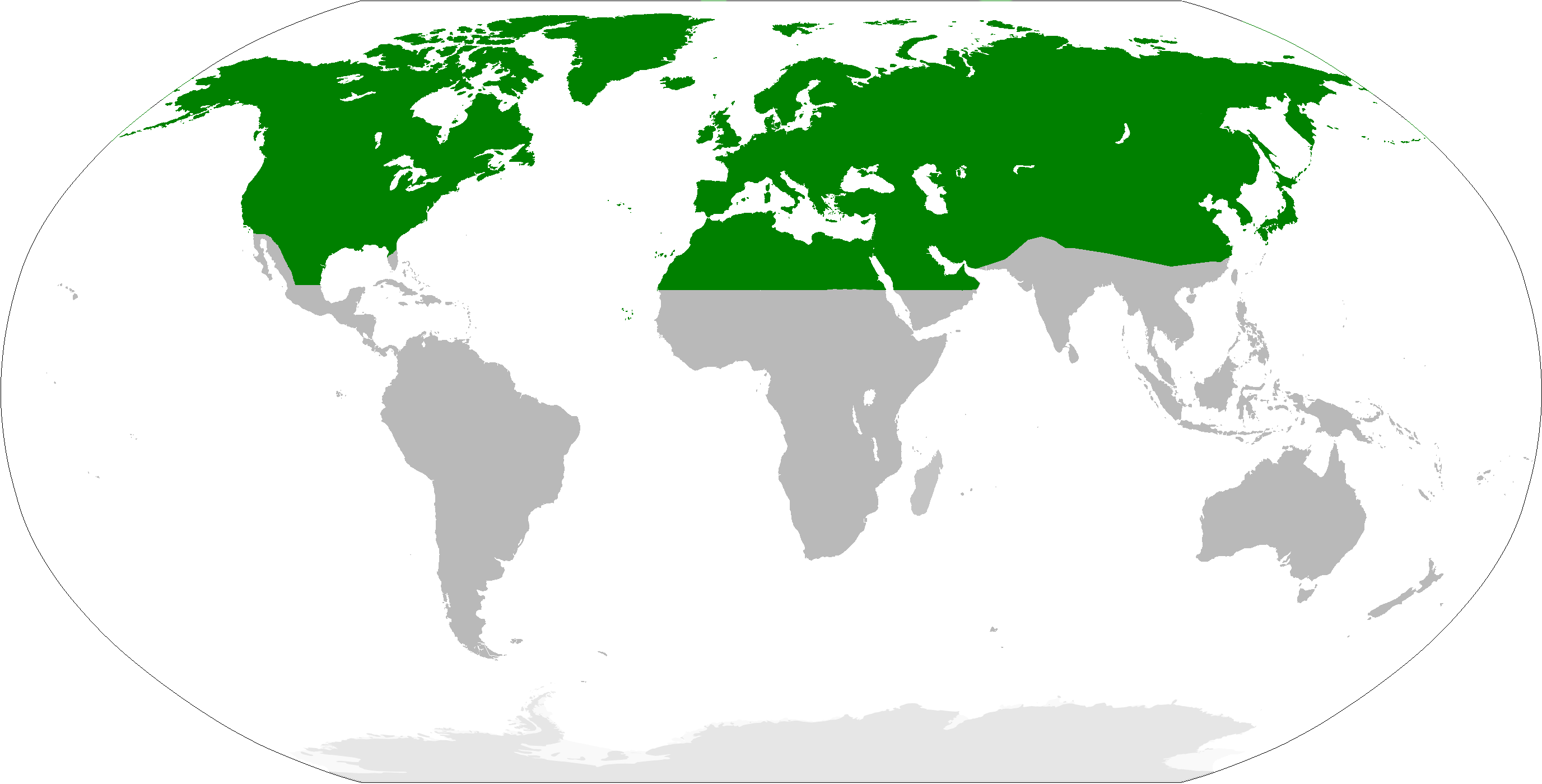
L'ecozona olartica

Inizialmente diffusa in Eurasia, questa specie è in seguito giunta anche in America Settentrionale, tanto che la sua distribuzione si può definire di tipo olartico.
Il suo areale comprende:
- Europa - Portogallo continentale, Spagna (comprese le Isole Baleari), Irlanda, Gran Bretagna e Isole del Canale, Francia continentale, Belgio, Paesi Bassi, Lussemburgo, Norvegia continentale, Svezia, Finlandia, Danimarca continentale, Germania, Svizzera, Austria, Italia (compresa la Sicilia ma non la Sardegna), Ungheria, Slovenia, Bosnia ed Erzegovina, Polonia, Repubblica Ceca, Slovacchia, Romania, Lituania, Lettonia, Estonia e Russia europea
- Asia - Caucaso, Siberia, Mongolia, Cina, Corea e Giappone
- America Settentrionale - Canada e Stati Uniti d'America

## Tassonomia

### Sinonimi
Sono stati riportati i seguenti sinonimi:
- Cydia rusticella (Clerck, 1759) [nom. rej., opinion 1528 dell'ICZN][20] - Icon. Insect. Rar. tav. 10, fig. 11 - locus typicus: non indicato (già sinonimo eterotipico)[21]
- Enarmonia dandana Kearfott, 1907 - Trans. Amer. ent. Soc. 33: 65 - locus typicus: Essex County Park, New Jersey, Stati Uniti d'America (sinonimo eterotipico)[22]
- Enarmonia ratifera Meyrick, 1912 - Ent. mon. mag. 48: 34 - locus typicus: non indicato (sinonimo eterotipico)[23]
- Endopisa pisana Guénée, 1845 - Ann. Soc. ent. Fr.: 182 - locus typicus: Francia centrale (sinonimo eterotipico)[24]
- Endopisa tenebriosana Guénée, 1845 [nom. nud.] - Ann. Soc. ent. Fr.: 182 - locus typicus: Germania (sinonimo eterotipico)[24]
- Endopisa viciana Guénée, 1845 - Ann. Soc. ent. Fr.: 182 - locus typicus: Francia centrale (sinonimo eterotipico)[24]
- Grapholita nigricana (Fabricius, 1794) - Treitschke, Schmett. Eur. - locus typicus: non indicato (sinonimo omotipico)[25]
- Laspeyresia dandana (Kearfott, 1907) - Forbes, Lep. New York: 393 - locus typicus: non indicato (sinonimo eterotipico)[26]
- Laspeyresia nigricana (Fabricius, 1794) - Fluke, Wisconsin Agric. Exp. Stn. Bull. 1920 (310) - locus typicus: non indicato (sinonimo omotipico)[27]
- Laspeyresia novimundi Heinrich, 1920 - Canad. Ent. 52: 257 - locus typicus: Sturgeon Bay, Wisconsin (sinonimo eterotipico)[28]
- Phalaena rusticella Clerck, 1759 [nom. rej., opinion 1528 dell'ICZN][20] - Icon. Insect. Rar. tav. 10, fig. 11 - locus typicus: non indicato (già sinonimo eterotipico)[21]
- Pseudotomia nigricana (Fabricius, 1794) - Stephens, Nom. Brit. Ins.: 47 - locus typicus: non indicato (sinonimo omotipico)[29]
- Pyralis nigricana Fabricius, 1794 - Ent. Syst. 3, 276 - locus typicus: non indicato (sinonimo omotipico, basionimo)[2]
- Semasia nigricana (Fabricius, 1794) - Fletcher, Ontario, Exp. Farms Rpt., 1897: 194 - locus typicus: non indicato (sinonimo omotipico)[30]
- Tortrix nigricana (Fabricius, 1794) - Haworth, Lep. Brit. (3): 458 - locus typicus: non indicato (sinonimo omotipico)[31]
- Tortrix proximana Haworth, 1811 - Lep. Brit (3): 458 - locus typicus: non indicato (sinonimo omotipico)[31]

### Sottospecie
Non sono state individuate sottospecie.

## Galleria d'immagini

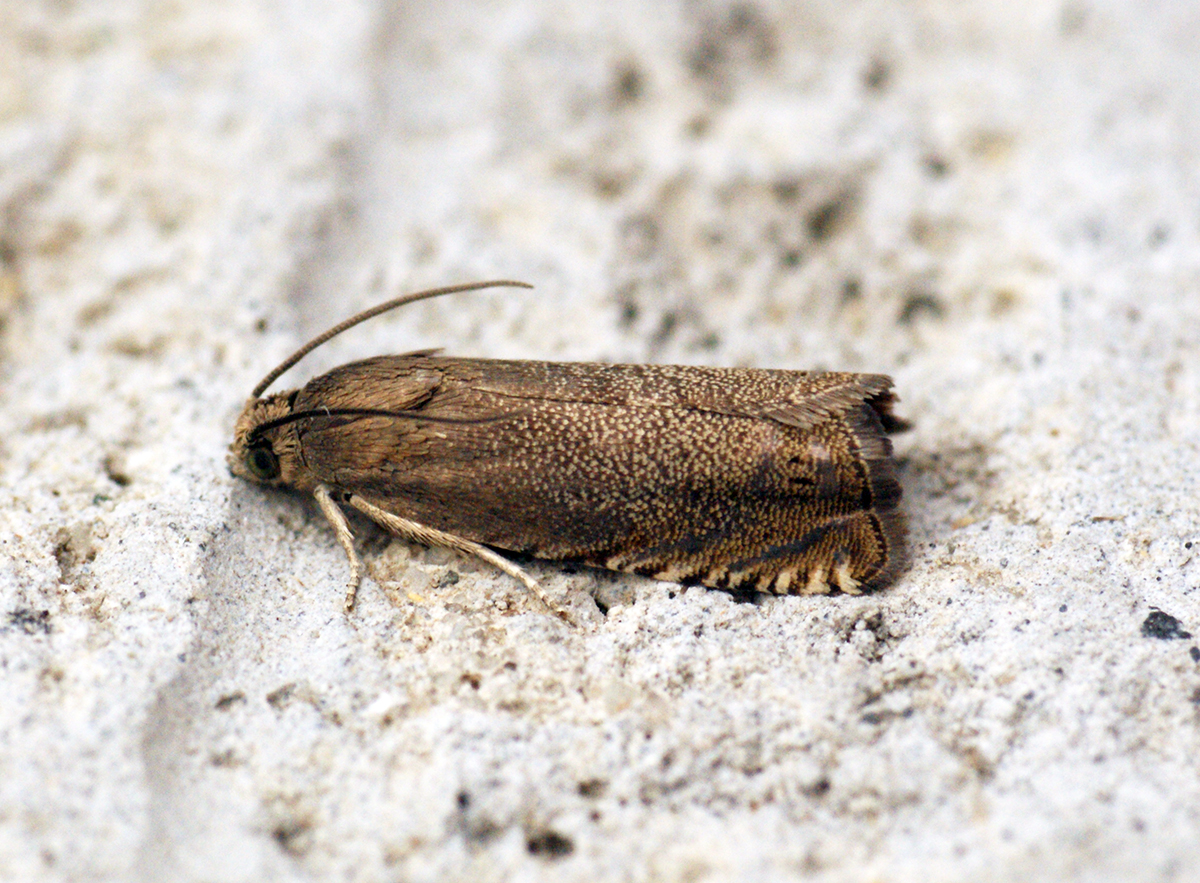
Adulto
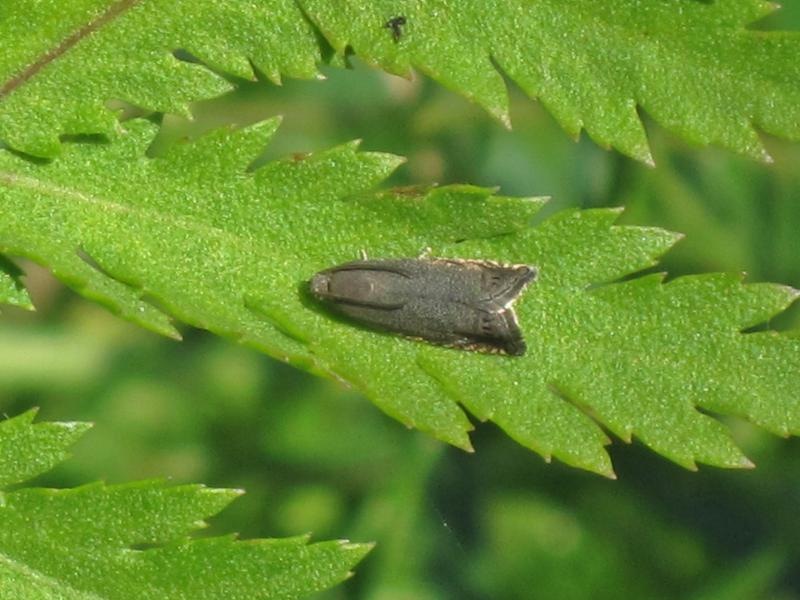
Adulto

## Conservazione
Lo stato di conservazione della specie non è stato ancora valutato dalla Lista rossa IUCN.

### Pubblicazioni
- (DE) Balasus, A.; Saucke, H., Mating disruption of pea moth (Cydia nigricana F.), in Mitteilungen aus der Biologischen Bundesanstalt für Land- und Forstwirtschaft, vol. 400, Berlino, P. Parey, 2006,  p. 336, ISSN 0067-5849 (WC · ACNP), OCLC 109771654.
- (EN) Bardner, R., The economic importance of pea moth in the United Kingdom, in ADAS quarterly review, vol. 31, Londra, H.M.S.O., 1978,  pp. 159-172, ISSN 0027-5670 (WC · ACNP), LCCN sv85027247, OCLC 265436016.
- (EN) Bengtsson, M.; Karg, G.; Kirsch, P. A.; Löfqvist, J.; Sauer, A.; Witzgall, P., Mating disruption of pea moth Cydia nigricana F. (lepidoptera: Tortricidae) by a repellent blend of sex pheromone and attraction inhibitors, in Journal of Chemical Ecology, vol. 20, n. 4, New York, Plenum Pub. Corp., aprile 1994,  pp. 871-887, DOI:10.1007/BF02059584, ISSN 0098-0331 (WC · ACNP), LCCN 75644091, OCLC 200205098, PMID 24242202.
- (EN) Dalen, M.; Knudsen, G. K.; Norli, H. R.; Thöming, G., Sources of volatiles mediating host location behaviour of Glypta haesitator, a larval parasitoid of Cydia nigricana (abstract), in Biological Control, vol. 90, Orlando, Fla., Academic Press, 19 giugno 2015,  pp. 128-140, DOI:10.1016/j.biocontrol.2015.05.019, ISSN 1049-9644 (WC · ACNP), LCCN sv92045803, OCLC 5849031597.
- (FR) Dardy, H. M. e Wimmer, F., Lentille: lutte contre la Cècidomye des fleurs et la tordeuse du pois, in Phytoma, vol. 347, Parigi, Société d'édition des producteurs agricoles industriels et coloniaux, 1983,  pp. 29-31, ISSN 0370-2723 (WC · ACNP), OCLC 476129255.
- (FR) Derron, J. O.; Goy, G.; Fiaux, G.; Keimer, C., La tordeuse du pois (Cydia nigricana F.): un nouveau ravageur du pois proteagineux en Suisse (abstract), in Revue Suisse d'Agriculture, vol. 32, n. 6, Nyon, 2000,  pp. 235-248, ISSN 0375-1325 (WC · ACNP), OCLC 201616331.
- (EN) Fluke, C. L., The Pea Moth. How to Control It (abstract), in Special Bulletin - Wisconsin, Agricultural Experiment Station, vol. 1920, n. 310, Madison, Wisconsin Agricultural Experiment Station, aprile 1920,  p. 12, ISSN 0099-6602 (WC · ACNP), OCLC 473149395.
- (DE) Fröhlich, G. and Sarwar, S. L., Beitrag zur Lebensweise und Entwicklung des Olivbraunen Erbsenwicklers (Laspeyreasia nigricana Steph.), in Archiv fur Phytopathologie und Pflanzenschutz, vol. 13, n. 2, 1977,  pp. 117-125, ISSN 0323-5408 (WC · ACNP), OCLC 4656285015.
- (EN) Greenway, A. R., Sex pheromone of the pea moth, Cydia nigricana (F.) (Lepidoptera: Olethreutidae) (abstract), in Journal of chemical ecology, vol. 10, n. 7, New York / Berlino, Kluwer Academic / Springer-Verlag, luglio 1984,  pp. 973-982, DOI:10.1007/BF00987506, ISSN 0098-0331 (WC · ACNP), OCLC 5534005498, PMID 24318842.
- (EN) Greenway, A. R.; Davis, S. A.; Smith, M. C., Analysis of field-weathered lures containing (E)-10-dodecen-1-yl acetate, a sex attractant for the pea moth, Cydia nigricana (F.) (abstract), in Journal of Chemical Ecology, vol. 7, n. 6, New York - Berlino, Kluwer Academic/Plenum Publishers - Springer-Verlag, novembre 1981,  pp. 1049-1056, DOI:10.1007/BF00987626, ISSN 0098-0331 (WC · ACNP), LCCN 75644091, OCLC 4664199379, PMID 24420829.
- (EN) Greenway, A. R. and Wall, C., Attractant lures for males of the pea moth, Cydia nigricana (F.) containing (E)-10-dodecen-1-yl acetate and (E,E)-8,10-dodecadien-1-yl acetate (abstract), in Journal of Chemical Ecology, vol. 7, n. 3, New York - Berlino, Kluwer Academic/Plenum Publishers - Springer-Verlag, maggio 1981,  pp. 563-574, DOI:10.1007/BF00987704, ISSN 0098-0331 (WC · ACNP), LCCN 75644091, OCLC 5534026465, PMID 24420595.
- (EN) Greenway, A. R., Wall, C., and Perry, J. N., Compounds modifying the activity of two sex attractants for males of the pea moth, Cydia nigricana (F.) (abstract), in Journal of Chemical Ecology, vol. 8, n. 2, New York - Berlino, Kluwer Academic/Plenum Publishers - Springer-Verlag, febbraio 1982,  pp. 397-408, DOI:10.1007/BF00987788, ISSN 0098-0331 (WC · ACNP), LCCN 75644091, OCLC 4664199614, PMID 24414951.
- (FR, LA) Guénée, A, Essai sur une nouvelle classification des Microlépidoptères, in Annales de la Société entomologique de France, vol. 3, Parigi, 1845,  pp. 105-204, ISSN 0037-9271 (WC · ACNP), LCCN 85006180, OCLC 1765810.
- (EN) Heinrich, C., The pea moth a new species, in The Canadian entomologist, vol. 52, n. 9, London, Ontario, University of Toronto, novembre 1920,  pp. 257-258, ISSN 0008-347X (WC · ACNP), LCCN agr38000066, OCLC 1553087.
- (EN) Horák, A., Hrdy, I., Konecny, K., and Vrkoc, J., Effect of substrate formulation on the efficacy of the pea moth, Cydia nigricana, sex pheromone lures (abstract), in Entomologia Experimentalis et Applicata, vol. 53, n. 2, Oxford, UK, John Wiley & Sons, 1989,  pp. 125-132, DOI:10.1111/j.1570-7458.1989.tb01296.x, ISSN 0013-8703 (WC · ACNP), LCCN sn80000645, OCLC 711879271.
- (EN) Huusela-Veistola, E.; Jauhiainen, L., Expansion of pea cropping increases the risk of pea moth (Cydia nigricana; Lep., Tortricidae) infestation (abstract), in Journal of applied entomology / Zeitschrift für angewandte Entomologie, vol. 130, n. 3, Berlino, Blackwell Wissenschafts-Verlag, aprile 2006,  pp. 142-149, DOI:10.1111/j.1439-0418.2006.01047.x, ISSN 0931-2048 (WC · ACNP), LCCN sn99015066, OCLC 4660546517.
- (EN) ICZN, Opinion 1528, in The Bulletin of zoological nomenclature, vol. 46, n. 1, Londra, International Trust for Zoological Nomenclature, 29 marzo 1989,  p. 70, ISSN 0007-5167 (WC · ACNP), LCCN 52031665, OCLC 1753468.
- (EN) Kearfott, W. D., New North American Tortricidae, in Transactions of the American Entomological Society, vol. 33, Philadelphia, 1907,  pp. 1-98, ISSN 2328-3815 (WC · ACNP), OCLC 61323927.
- (DE) Kennel, J., Die palearktischen Tortriciden, in Zoologica, vol. 21, n. 54, Stoccarda, Erwin Nägele, 1908-1921,  pp. 1908: 1-120; 1910: 121-288; 1913: 289-480; 1916: 481-664; 1921: 665-742, ISSN 0044-5088 (WC · ACNP), OCLC 499752891.
- (EN) Koptur, S., Effect of seed damage on germination in the common vetch (Vicia sativa L.) (abstract), in American Midland Naturalist, vol. 140, n. 2, Notre Dame, Indiana, University of Notre Dame, 1998,  pp. 393-396, ISSN 0003-0031 (WC · ACNP), LCCN 13003548, OCLC 5550433766.
- (EN) Lewis, T.; Wall, C.; Macaulay, E. D.; Greenway, A. R., The behavioural basis of a pheromone monitoring system for pea moth, Cydia nigricana (abstract), in Annals of Applied Biology, vol. 80, n. 3, Wellesbourne, Warwick, Association of Applied Biologists, agosto 1975,  pp. 257-274, DOI:10.1111/j.1744-7348.1975.tb01632.x, ISSN 0003-4746 (WC · ACNP), LCCN 15017330, OCLC 4634668453, PMID 1190568.
- (EN) Macaulay, E. D. M., Etheridge, P., Garthwaite, D. G., Greenway, A. R., Wall, C., and Goodchild, R. E., Prediction of optimum spraying dates against pea moth, Cydia nigricana (F.), using pheromone traps and temperature measurements (abstract), in Crop Protection, vol. 4, n. 1, Amsterdam, Elsevier, marzo 1985,  pp. 85-98, DOI:10.1016/0261-2194(85)90008-0, ISSN 0261-2194 (WC · ACNP), LCCN sv85017035, OCLC 4657294451.
- (EN) Meyrick, E., On Some Impossible Specific Names in Micro-Lepidoptera, in Entomologist's monthly magazine, vol. 48, Londra, Gurney & Jackson, febbraio 1912,  pp. 32-36, ISSN 0013-8908 (WC · ACNP), LCCN 06002228, OCLC 863086706.
- (EN) Ostrauskas, H., Moths in pheromone traps for Cydia Molesta Busck, C. Pomonella L., C. Nigricana F. (Tortricidae, Lepidoptera) in Lithuania (abstract), in Acta Zoologica Lituanica, vol. 11, n. 1, Vilnius, Institute of Ecology, Lithuanian Veterinary Institute, 2001,  pp. 78-89, DOI:10.1080/13921657.2001.10512361, ISSN 1392-1657 (WC · ACNP), LCCN sn86012379, OCLC 193916170.
- (EN) Saucke, H.; Balasus, A.; Finckh, M. R.; Formowitz, B.; Schmidt, R.; Kratt, A., Mating disruption of pea moth (Cydia nigricana) in organic peas (Pisum sativum) (abstract), in Entomologia Experimentalis et Applicata, vol. 150, n. 3, Dordrecht, Kluwer Academic Publishers, marzo 2014,  pp. 199-207, DOI:10.1111/eea.12153, ISSN 1570-7458 (WC · ACNP), LCCN sn80000645, OCLC 5525732830.
- (DE) Saucke, H.; Balasus, A.; Kratt, A., Untersuchungen zur Paarungsstörung des Erbsenwicklers Cydia nigricana F. mit Sexualpheromon im Feldversuch (PDF), in Mitteilungen der Deutschen Gesellschaft für Allgemeine und Angewandte Entomologie, vol. 16, Kiel, Die Gesellschaft, 1º ottobre 2008,  pp. 253-256, ISSN 0344-9084 (WC · ACNP), LCCN 88648532, OCLC 834383381.
- (CS) Sedivy, J. and Suchanek, A., Damages caused by the pea moth (Laspeyresia nigricana F.) on lentil, in Ochrana Rostlin, vol. 13, n. 3, Praga, Československá akademie zemědělská, 1978,  pp. 187-192, ISSN 0862-8645 (WC · ACNP), LCCN sv87055312, OCLC 23722761.
- (EN) Streinz, L., Horák, A., Vrkoč, J., Hrdý, I., Propheromones derived from codlemone (abstract), in Journal of Chemical Ecology, vol. 19, n. 1, New York, Berlino, Kluwer Academic/Plenum Publishers, Springer-Verlag, gennaio 1993,  pp. 1-9, DOI:10.1007/BF00987466, ISSN 0098-0331 (WC · ACNP), LCCN 75644091, OCLC 5655241082, PMID 24248506.
- (EN) Thoming G.; Knudsen G. K., Attraction of pea moth Cydia nigricana to pea flower volatiles (abstract), in Phytochemistry, vol. 100, Amsterdam, Elsevier, aprile 2014,  pp. 66-75, DOI:10.1016/j.phytochem.2014.01.005, ISSN 0031-9422 (WC · ACNP), LCCN 65008341, OCLC 5539657347, PMID 24508043.
- (EN) Thoming G.; Norli H. R., Olfactory cues from different plant species in host selection by female pea moths (abstract), in Journal of Agricultural and Food Chemistry, vol. 63, n. 8, Easton, Pa., American Chemical Society, 4 marzo 2015,  pp. 2127-2136, DOI:10.1021/jf505934q, ISSN 0021-8561 (WC · ACNP), LCCN 2014210613, OCLC 5735539580, PMID 25675276.
- (EN) Thöming, G.; Norli, H. R.; Saucke, H.; Knudsen, G. K., Pea plant volatiles guide host location behaviour in the pea moth (abstract), in Arthropod-Plant Interactions, vol. 8, n. 2, Dordrecht, Springer Science+Business Media B.V., aprile 2014,  pp. 109-122, DOI:10.1007/s11829-014-9292-5, ISSN 1872-8855 (WC · ACNP), LCCN 2008220481, OCLC 5679069256.
- (EN) Thoming G.; Saucke H.; Politz B.; Kuhne A., Risk assessment of pea moth Cydia nigricana infestation in organic green peas based on spatio-temporal distribution and phenology of the host plant (abstract), in Agricultural and Forest Entomology, vol. 13, n. 2, Oxford, Blackwell Publishers, 1º maggio 2011,  pp. 121-130, DOI:10.1111/j.1461-9563.2010.00507.x, ISSN 1461-9555 (WC · ACNP), LCCN sn99015308, OCLC 714855226.
- (EN) Thöming, G.; Saucke, H., Key factors affecting the spring emergence of pea moth (Cydia nigricana) (abstract), in Bulletin of Entomological Research, vol. 101, n. 2, Cambridge, University Press, aprile 2011,  pp. 127-133, DOI:10.1017/S0007485309990642, ISSN 0007-4853 (WC · ACNP), LCCN 23018702, OCLC 707548668, PMID 20158929.
- (DE) Thöming, G.; Wedemeyer, R.; Politz, B.; Kohler, G.; Saucke, H., Perspectives of preventive measures to control pea moth (Cydia nigricana) in organic green pea production, in Mitteilungen aus dem Julius-Kühn-Institut, vol. 417, Berlino, Julius Kühn-Inst., 2008,  p. 246, ISSN 1867-1268 (WC · ACNP), LCCN 2010214266, OCLC 277074158.
- (EN) Wall, C., Morphology and histology of the antenna of Cydia nigricana (F.) (Lepidoptera: Tortricidae) (abstract), in International journal of insect morphology & embryology, vol. 7, n. 3, Oxford, New York, Pergamon Press, 1978,  pp. 237-250, DOI:10.1016/0020-7322(78)90006-5, ISSN 0020-7322 (WC · ACNP), LCCN 72623766, OCLC 4648391857.
- (EN) Wall, C., Application of sex attractants for monitoring the pea moth, Cydia nigricana (F.) (Lepidoptera: Tortricidae) (abstract), in Journal of Chemical Ecology, vol. 14, n. 10, New York, Kluwer Academic/Plenum Publishers, ottobre 1988,  pp. 1857-1866, DOI:10.1007/BF01013482, ISSN 0098-0331 (WC · ACNP), LCCN 75644091, OCLC 4664202533, PMID 24277099.
- (EN) Wall, C., Bournoville, R., Greenway, A. R., and Einhorn, J., Efficacy and stability of sex-attractant lures for Cydia nigricana (F.) and Cydia medicaginis (Kuzn.) (abstract), in Crop Protection, vol. 6, n. 1, Amsterdam, Elsevier, febbraio 1987,  pp. 7-12, DOI:10.1016/0261-2194(87)90021-4, ISSN 0261-2194 (WC · ACNP), LCCN sv85017035, OCLC 4657299207.
- (EN) Wall, C., Garthwaite, D. G., Blood Smyth, J. A., and Sherwood, A., The efficacy of sex-attractant monitoring for the pea moth, Cydia nigricana, in England, 1980-1985 (abstract), in Annals of Applied Biology, vol. 110, n. 2, Wellesbourne, UK, Association of Applied Biologists, aprile 1987,  pp. 223-229, DOI:10.1111/j.1744-7348.1987.tb03252.x, ISSN 0003-4746 (WC · ACNP), LCCN 15017330, OCLC 5151179360.
- (EN) Wall, C., and Perry, J. N., Effects of spacing and trap number on interactions between pea moth Cydia nigricana pheromone traps (abstract), in Entomologia Experimentalis et Applicata, vol. 28, n. 3, Dordrecht, Kluwer Academic Publishers, novembre 1980,  pp. 313-321, DOI:10.1111/j.1570-7458.1980.tb03031.x, ISSN 0013-8703 (WC · ACNP), LCCN sn80000645, OCLC 711878071.
- (EN) Wall, C., and Perry, J. N., Range of attraction of moth sex-attractant sources (PDF), in Entomologia Experimentalis et Applicata, vol. 44, n. 1, Dordrecht, Kluwer Academic Publishers, giugno 1987,  pp. 5-14, DOI:10.1111/j.1570-7458.1987.tb02232.x, ISSN 0013-8703 (WC · ACNP), LCCN sn80000645, OCLC 5154361321.
- (EN) Witzgall, P., and Arn, H., Direct measurement of the flight behavior of male moths to calling females and synthetic sex pheromones (PDF), in Zeitschrift für Naturforschung, vol. 45c, Tubinga, febbraio 1990,  pp. 1067-1069, ISSN 0341-0382 (WC · ACNP), LCCN 2015204102, OCLC 866107456.
- (EN) Witzgall, P.; Bengtsson, M.; Karg, G.; Backman, A. C.; Streinz, L.; Kirsch, P. A.; Blum, Z.; Löfqvist, J., Behavioral observations and measurements of aerial pheromone in a mating disruption trial against pea moth Cydia nigricana F. (Lepidoptera, Tortricidae) (abstract), in Journal of Chemical Ecology, vol. 22, n. 2, febbraio 1996,  pp. 191-206, DOI:10.1007/BF02055092, ISSN 0098-0331 (WC · ACNP), LCCN 75644091, OCLC 89939009, PMID 24227403.
- (EN) Witzgall, P.; Bengtsson, M.; Unellius, C. R. and Löfqvist, J., Attraction of Pea Moth Cydia nigricana F. (Lepidoptera: Tortricidae) to Female Sex Pheromone (E,E)-8,10)-Dodecadien-1-yl acetate, is Inhibited by Geometric Isomers E,Z, Z,E, and ZZ, in Journal of Chemical Ecology, vol. 19, n. 9, settembre 1993,  pp. 1917-1928, DOI:10.1007/BF00983796, ISSN 0098-0331 (WC · ACNP), OCLC 203004505.
- (EN) Wright, D. W.; Geering, Q. A.; Dunn, J. A., Varietal differences in the susceptibility of peas to attack by the pea moth, Laspeyresia nigricana (Steph.) (abstract), in Bulletin of Entomological Research, vol. 41, n. 4, Cambridge, Cambridge University Press, 10 maggio 1951,  pp. 663-677, DOI:10.1017/S0007485300027929, ISSN 0007-4853 (WC · ACNP), LCCN 23018702, OCLC 4669492863.

### Testi
- (EN) Alford, D. V., A Textbook of Agricultural Entomology, Oxford; Malden, MA, Blackwell Science, 1999,  pp. 314; 15 tavv., ISBN 9780632052974, LCCN 99034207, OCLC 41445820.
- (FR) Balachowsky, A., Entomologie appliquée a l'agriculture, Tome II Vol. 1, Parigi, Masson, 1966,  p. 1030, ISBN 978-2225354311, LCCN 64051169, OCLC 1172302.
- (EN) Bradley, J. D., Tremewan, W. G. & Smith, A., British Tortricoid Moths, Hargreaves, B. (fotografie), vol. 2: Tortricidae - Olethreutinae, Londra, The Ray Society, dicembre 1979,  p. 320, ISBN 978-0903874069, LCCN 75302729, OCLC 257072875.
- (EN) Capinera, J. L. (Ed.), Encyclopedia of Entomology, 4 voll., 2nd Ed., Dordrecht, Springer Science+Business Media B.V., 2008,  pp. lxiii + 4346, ISBN 978-1-4020-6242-1, LCCN 2008930112, OCLC 837039413.
- Castiglioni, L. & Mariotti, S., IL - Vocabolario della lingua latina, Brambilla, A. & Campagna, G., 30ª ristampa, Torino, Loescher, 1983  [1966],  p. 2493, ISBN 978-8820166571, LCCN 76485030, OCLC 848632390.
- (LA, SV) Clerck, C. A., Icones insectorum rariorum: cum nominibus eorum trivialibus, locisqve e C. Linnaei (...) Syst. nat. allegatis, Stoccolma, 1759,  pp. 22 + 55 tavv., ISBN 978-1175944030, LCCN 10030405, OCLC 34942766.
- (LA) Fabricius, J. C., Entomologia systematica emendata et aucta: Secundun classes, ordines, genera, species, adjectis synonimis, locis, observationibus, descriptionibus, vol. 3, Hafniae, Impensis Christ. Gottl. Proft., 1794,  p. 492, DOI:10.5962/bhl.title.36532, ISBN 978-1173555153, OCLC 22444770.
- (EN) Fletcher, J., Evidence of Dr. James Fletcher, entomologist and botanist, Dominion Experimental Farms, before the Select Standing Committee of the House of Commons on Agriculture and Colonization, session of 1897, Ottawa, Canada. House of Commons, 1898,  pp. 12, ISBN 978-0665936951, OCLC 53566920.
- (EN) Forbes, W. T. M., The Lepidopteras of New York and neighboring states, primitive forms Microlepidoptera, Pyraloids, Bombyces, Ithaca, New York, Cornell University, 1920,  pp. 7-729, DOI:10.5962/bhl.title.23875, ISBN 978-1294640868, LCCN 76008985, OCLC 697959699.
- (DE) Freyer, B.; Saucke, H.; Brede, U.; Rama, F.; Kratt, A.; Lorenz, N.; Zimmermann, O., Perspektiven ökologischer Regulierungsverfahren für den Erbsenwickler (Cydia nigricana, Lep. Tortricidae) in Saat- und Gemüseerbsen mit Sexual-Pheromonen und Granuloseviren (PDF), in Beiträge zur 7. Wissenschaftstagung zum Ökologischen Landbau; 24-26 Februar 2003 in Wien "Ökologischer Landbau der Zukunft", Vienna, Universität für Bodenkultur Wien - Institut für ökologischen Landbau, 2003,  pp. 129-132, ISBN 9783900962432, OCLC 76568027.
- (EN) Geest L. P. S. van der and Evenhuis, H.H. (Eds.), World Crop Pests, Vol. 5: Tortricid Pests. Their Biology, Natural enemies and control, Amsterdam; New York, Elsevier, 1991,  p. 808, ISBN 978-0444880000, LCCN 90049896, OCLC 435488702.
- (LA) Haworth, A. H., Lepidoptera Britannica, sistens digestimen novam lepidopterorum quae in Magna Britannica reperiunter ... adjunguntur dissertationes variae ad historiam naturalam spectantes, (1): 1-136 (1803), (2): 137-376 ([1809]), (3): 377-512 ([1811]), (4): 513-609 (1828), Londra, J. Murray, 1803-1828, ISBN 978-1142965532, OCLC 9258731.
- (EN) Hering, E. M., Biology of the Leaf Miners, s'-Gravenhage, W. Junk, 1951,  pp. iv + 420, ISBN 978-9401571982, LCCN 52001318, OCLC 1651676.
- (EN) Kükenthal, W. (Ed.), Handbuch der Zoologie / Handbook of Zoology, Band 4: Arthropoda - 2. Hälfte: Insecta - Lepidoptera, moths and butterflies, a cura di Kristensen, N. P., collana Handbuch der Zoologie, Fischer, M. (Scientific Editor), Teilband/Part 35: Volume 1: Evolution, systematics, and biogeography, Berlino, New York, Walter de Gruyter, 1999  [1998],  pp. x + 491, ISBN 978-3-11-015704-8, OCLC 174380917.
- (EN) Kuznetsov, V.I., Tortricidae, in Medvedev, G.S. (ed.) Keys to the insects of the European part of the USSR, Leningrad, Nauka Publishers, 1987,  pp. 279-967, ISBN 978-9004095618, LCCN he67000104, OCLC 12344541.
- (EN) Perrin, R. M. and Ezeuh M. I., The biology and control of grain legume olethreutids (Tortricidae), in S. R. Singh, H. F. van Emden and T. Ajibola (Eds.), Pest of grain legumes, Londra; New York, Academic Press, 1978,  pp. 201-217, ISBN 9780126463507, LCCN 78054539, OCLC 5675569.
- (EN) Pierce, F. N. & Metcalfe, J. W., The genitalia of the group Tortricidæ of the Lepidoptera of the British Islands: an account of the morphology of the male clasping organs and the corresponding organs of the female, Northants, Oundle, 1922,  pp. 101, XXXIV tavv., DOI:10.5962/bhl.title.9084, ISBN 978-1115007825, OCLC 727196610.
- (PL) Razowski, J., Motyle (Lepidoptera) Polski, collana Monografie Fauny Polski, Vol. 8: Grapholitini, Warszawa, Państwowe Wydawn. Naukowe, 1991,  p. 187, ISBN 9788301099046, LCCN 74231771, OCLC 611298628.
- (EN) Resh, V. H. & Cardé, R. T. (Eds.), Encyclopedia of Insects, 2ª ed., Londra, Academic Press - Elsevier, 2009  [2003],  pp. xxxvi, 1132, ISBN 978-0-12-374144-8, LCCN 2002106355, OCLC 845653990.
- (DE) Saucke, H., Einsatz von Pheromonen zur Regulierung des Erbsenwicklers (Cydia nigricana) in der ökologischen Saaterbsenvermehrung (PDF), in Kühne, S.; Friedrich, B.; Saucke, H. (Eds.) - Hinreichende Wirksamkeit von Pflanzenschutzmitteln im ökologischen Landbau, Saat- und Pflanzgut für den ökologischen Landbau; Berichte aus der Biologischen Bundesanstalt, Vol. 5, D-Ribbesbüttel, Saphir Verlag, 2002,  pp. 77-80, ISBN non esistente, OCLC 721471044.
- (DE) Saucke, H.; Balasus, A., Entwicklung ökologischer Regulierungsverfahren für den Erbsenwickler (Cydia nigricana) in Saat- und Gemüseerbsen: Endbericht; [Projektbeginn: 01.03.2004, Projektende: 28.02.2007], Kassel, Kassel University, 2007,  p. 85, ISBN non esistente, OCLC 553528806.
- (DE) Schultz, B. & Saucke, H., Einfluss verschiedener Saattermine auf den Erbsenwicklerbefall (Cydia nigricana Fabr.) in Ökologischen Gemüseerbsen (PDF), Kassel, Kassel University Press GmbH, 2005,  pp. 105-108, ISBN non esistente, OCLC 721475904.
- (EN) Scoble, M. J., The Lepidoptera: Form, Function and Diversity, seconda edizione, London, Oxford University Press & Natural History Museum, 2011  [1992],  pp. xi, 404, ISBN 978-0-19-854952-9, LCCN 92004297, OCLC 25282932.
- (EN) Stehr, F. W. (Ed.), Immature Insects, 2 volumi, seconda edizione, Dubuque, Iowa, Kendall/Hunt Pub. Co., 1991  [1987],  pp. ix, 754, ISBN 978-0-8403-3702-3, LCCN 85081922, OCLC 13784377.
- (EN) Stephens, J. F., The nomenclature of British insects: being a compendious list of such species as are contained in the systematic catalogue of British insects, and forming a guide to their classification, Londra, Baldwin and Cradock, 1829,  pp. 1-68, DOI:10.5962/bhl.title.51800, ISBN 978-1247824192, OCLC 11464838.
- (DE) Swatschek, B., Die Larvalsystematik der Wickler (Tortricidae und Carposinidae), aus dem Zoologischen Institut der Universitat Erlangen, collana Abhandlungen zur Larval systematik der Insekten, Vol. 3, Berlino, Akademie, 1958,  p. 269, ISBN non esistente, LCCN 60028951, OCLC 867475387.
- (DE) Thöming, G.; Wedemeyer, R.; Saucke, H., Entwicklung eines Konzeptes zur Risikobewertung und Regulation des Erbsenwicklers (Cydia nigricana) in Gemüse- und Körnererbsen (PDF), in 9. Wissenschaftstagung Ökologischer Landbau, 2007,  p. 4, ISBN non esistente, OCLC 721478776.
- (DE) Treitscher, G. F., Die schmetterlinge von Europa, vol. 7, Lipsia, Gerhard Fleischer dem Jüngern, 1829,  p. 250, DOI:10.5962/bhl.title.50612, ISBN 978-1145629288, OCLC 31899464.
- Tremblay, E., Entomologia applicata, volume II, parte II, 3ª ed., Napoli, Liguori, 1993  [1986],  p. 437, ISBN 88-207-1405-1, OCLC 885487862.